# Amon Düül
Amon Düül – niemiecka komuna hippisowska istniejąca w Monachium oraz grupy rockowe ściśle z nią związane.
Przez grupę Amon Düül przewinęła się wielka liczba muzyków, niektórych znanych tylko z imienia, często całkowicie przypadkowych. Z tego powodu grupa nie wykształciła swego stałego brzmienia ani stylu, oscylując pomiędzy elektronicznym, psychodelicznym i eksperymentalnym rockiem. Muzyka grupy była doskonałym odbiciem anarchistycznego idealizmu komuny. Jednakże spośród części muzyków przewijających się przez zespół z czasem wykształciła się grupa zainteresowana poważniejszym muzykowaniem. Nagrywali oni i koncertowali pod nazwą Amon Düül II. Muzyka tej formacji, ujęta w bardziej zdyscyplinowaną formę i poparta lepszą techniką instrumentalną, stanowi, obok twórczości takich grup jak Faust, Ash Ra Tempel, Cluster i Popol Vuh, przykład niemieckiej odmiany eksperymentalnego rocka.

## Skład zespołu
- Chris Karrer – gitara, saksofon, śpiew
- Lothar Meid – instrumenty klawiszowe
- Renate Knaup-Kroetenschwanz – śpiew
- Peter Leopold – perkusja
- Falk U. Rogner – gitara basowa, instrumenty klawiszowe
- John Weinzierl – gitara basowa, gitara, śpiew
- Danny Secundus Fichelscher – perkusja

## Dyskografia
Dyskografia grup Amon Düül i Amon Düül II (tytuły pogrubione):
- Amon Düül (1969)
- Psychedelic Underground (1969)
- Phallus Dei (1969)
- Collapsing/Singvögel Rückwärts & Co. (1970)
- Para Dieswärts Düül (1970)
- Yeti (1970)
- Tanz der Lemminge (1971)
- Disaster (1971)
- Carnival in Babylon (1972)
- Wolf City (1972)
- Viva La Trance (1973)
- Hijack (1974)
- Live in London (1974)
- Made in Germany (1975)
- Pyragony (1976)
- 10th Pyragony (1976)
- Almost Live (1977)
- Only Human (1978)
- Rock in Deutschland (1978)
- Vortex (1981)
- Hawk Meets Penguin (1981)
- Utopia (1982)
- Monde Meets Penguin, Vol. 1 (1985)
- Experimante (1985)
- Amon Düül II (1989)
- BBC in Concert Plus (1992)
- Live in Tokyo (1996)